# Curcuma montana
Curcuma montana là một loài thực vật có hoa trong họ Gừng. Loài này được William Roxburgh mô tả khoa học đầu tiên năm 1800.

## Phân bố
Loài này là bản địa đảo Đông Himalaya đến Assam, nhưng đã du nhập vào nhiều nơi khác tại Ấn Độ.

## Mô tả
Rễ lâu năm, gồm các củ nhỏ hình trứng hay hình nón, bao bọc trong các bẹ còn lại của lá, với các sợi rễ mập lớn từ gốc của chúng. Lá mọc từ rễ, 3-4, có cuống; cuống lá dài 8-12 inch (20-30 cm), được bao bọc trong vài bẹ lá, tạo thành thân giả, xẻ rãnh sâu, màu xanh lục; lá hình xoan, nhọn, nhẵn, có gân, dài 8-18 inch (20-45 cm), rộng 5-8 inch (13-20 cm). Ra hoa mùa thu. Cành hoa bông thóc mọc từ trung tâm các cuống lá; cuống cụm hoa dài tương đương hoặc ngắn hơn cuống lá, với các bẹ của chính nó bao quanh. Cụm hoa dài 0,5 ft (15 cm), đường kính 2 inch (5 cm). Lá bắc nhiều, hình trứng, dưới thuôn tròn, trên thuôn dài, dài 1,5 inch (3,8 cm); nửa dưới phần lưng của 2 lá bắc bên trong hợp nhất với mép của lá bắc bên ngoài kế tiếp, tạo thành túi, chứa 2-4 hoa, mỗi hoa với lá bắc [con] nhỏ hơn của riêng nó, dạng màng, hình nêm; các lá bắc ở trên thì to, gợn sóng, màu hồng và nói chung không có hoa. Hoa dài như lá bắc. Ống tràng hoa nở rộng, hơi giống hình chuông; viền kép: bên ngoài 3 phần, phân chia đều, nguyên; bên trong 2 môi, môi trên thẳng, 3 khe, môi dưới nguyên hoặc 3 thùy khó thấy, thuôn tròn, viền gợn sóng, hơi có khía chữ V. Chỉ nhị không dài hơn đoạn giữa của môi trên của viền trong của tràng hoa. Bao phấn 2, thẳng, có cựa nhọn dài. Bầu nhụy hạ. Đáy vòi nhụy ôm lấy 2 tuyến mật. Đầu nhụy lớn, hình cầu, 2 môi. Nó mọc ở những nơi ẩm ướt trong núi. Ra hoa trong mùa mưa.
C. montana gần giống với C. pseudomontana. C. montana và C. pseudomontana có nhiều đặc điểm chung về hoa và sinh dưỡng và xuất hiện trong các môi trường sống tương tự. Tuy nhiên, các cụm hoa của C. pseudomontana là ở bên vào đầu mùa mưa và ở trung tâm vào cuối mùa mưa, với các lá bắc vô sinh (mào) của nó có màu sắc thay đổi; trong khi các cụm hoa của C. montana là ở trung tâm. Sự tương tự này làm cho Baker gộp C. pseudomontana vào C. montana trong The Flora of British India (1890).